# ロッキン・ザ・ジョイント
『ロッキン・ザ・ジョイント』（Rockin' the Joint）は、エアロスミスが2002年に録音・2005年に発表したライヴ・アルバム。

## 解説
アルバム『ジャスト・プッシュ・プレイ』（2001年）発表後のツアーのうち、2002年1月11日にラスベガスのハード・ロック・ホテル&カジノ内で行われた特別公演の音源を使用した。この公演は、小さなライヴハウスで演奏したいというスティーヴン・タイラーの意向に沿って行われたもので、オール・スタンディング形式で行われ、会場がカジノ内のため、20歳以下は入場禁止であった。
日本盤には2曲のボーナス・トラックが追加された。また、CD + DVDの限定盤もリリースされた。

## 収録曲

### CD
1. グッド・イヴニング・ラス・ヴェガス - Good Evening Las Vegas - 0:21
2. ビヨンド・ビューティフル - Beyond Beautiful (Steven Tyler, Joe Perry, Marti Frederiksen, Mark Hudson) - 4:51
3. エアロスミス離陸のテーマ - Same Old Song and Dance (S. Tyler, J. Perry) - 5:50
4. 戻れない - No More No More (S. Tyler, J. Perry) - 4:40
5. 折れた翼 - Seasons of Wither (S. Tyler) - 5:05
6. ライト・インサイド - Light Inside (S. Tyler, J. Perry, M. Frederiksen) - 3:35
7. ドロー・ザ・ライン - Draw the Line (S. Tyler, J. Perry) - 7:22
8. ミス・ア・シング - I Don't Want to Miss a Thing (Diane Warren) - 4:33
9. イカした10インチ・レコードBig Ten Inch Record (Fred Weismantel) - 4:17
10. ラトルスネイク・シェイク - Rattlesnake Shake (Peter Green) - 8:24
11. お説教 - Walk This Way (S. Tyler, J. Perry) - 4:12
12. ブギウギ列車夜行便 - Train Kept A-Rollin' (Tiny Bradshaw, Howard Kay, Lois Mann) - 5:13

#### 日本盤ボーナス・トラック
1. 闇夜のヘヴィ・ロック - Toys in the Attic (S. Tyler, J. Perry) - 4:00
2. リヴィング・オン・ジ・エッジ - Livin' on the Edge (S. Tyler, J. Perry, M. Hudson) - 5:30

### DVD
日本盤のみ「闇夜のヘヴィ・ロック」「リヴィング・オン・ジ・エッジ」を追加収録。
1. 戻れない - No More No More
2. ドリーム・オン - Dream On
3. ドロー・ザ・ライン - Draw the Line
4. 闇夜のヘヴィ・ロック - Toys in the Attic
5. リヴィング・オン・ジ・エッジ - Livin' on the Edge
6. スウィート・エモーション - Sweet Emotion

## 参加ミュージシャン
- スティーヴン・タイラー - ボーカル、ハーモニカ
- ジョー・ペリー - ギター
- ブラッド・ウィットフォード - ギター
- トム・ハミルトン - ベース
- ジョーイ・クレイマー - ドラムス

ゲスト・ミュージシャン
- ラス・アーウィン - キーボード、バッキング・ボーカル